# Classique de Saint-Sébastien 2003
La 23e édition de la Classique de Saint-Sébastien a eu lieu le 9 août 2003 et a été remportée par l'Italien Paolo Bettini.
La course disputée sur un parcours de 227 kilomètres est l'une des manches de la Coupe du monde de cyclisme sur route 2003.

## Classement
| #  | Coureur              | Équipe                   |    | Temps           |
| -- | -------------------- | ------------------------ | -- | --------------- |
| 1  | Paolo Bettini        | Quick Step-Davitamon     | en | 5 h 44 min 42 s |
| 2  | Ivan Basso           | Fassa Bortolo            | +  | 0 s             |
| 3  | Danilo Di Luca       | Saeco Macchine per Caffè |    | 20 s            |
| 4  | Francesco Casagrande | Lampre                   |    | 20 s            |
| 5  | Andrea Noè           | Alessio                  |    | 23 s            |
| 6  | Gorka Gerrikagoitia  | Euskaltel-Euskadi        |    | 33 s            |
| 7  | Davide Rebellin      | Gerolsteiner             |    | 33 s            |
| 8  | Michael Boogerd      | Rabobank                 |    | 34 s            |
| 9  | Michael Rasmussen    | Rabobank                 |    | 37 s            |
| 10 | Paolo Valoti         | Domina Vacanze-Elitron   |    | 1 min 53 s      |